# دائرة المنصورة (ولاية تلمسان)
دائرة المنصورة هي إحدى دوائر ولاية تلمسان الجزائرية.
تتكون دائرة المنصورة من أربع بلديات هي:
- المنصورة
- تيرني بني ھديل
- عين غرابة
- بني مستار